# مویزی در آفتاب
مویزی در آفتاب یا کشمشی در آفتاب (به انگلیسی: A Raisin in the Sun) یکی از نمایشنامه‌های نویسنده آمریکایی لورن هنزبری است که اولین بار در سال ۱۹۵۹ در تئاتر برادوی اجرا شد.عنوان این نمایشنامه از شعری به نام هارلم (که همچنین با نام رؤیای به تعویق افتاده اثر لنگستون هیوز شناخته می‌شود) گرفته شده‌است. داستان این نمایش روایت تجربیات یک خانوادهٔ سیاهپوست آمریکایی از زندگی در یکی از منطقه‌های فرعی واشینگتن پارک در محلهٔ وودلاولن شیکاگو است. دایره منتقدین درام نیویورک این نمایشنامه را بهترین نمایشنامهٔ سال ۱۹۵۹ اعلام کردند.